# Florent IV de Hollande
Florent IV de Hollande (en néerlandais : Floris IV van Holland), né le 24 juin 1210 à La Haye, mort le 19 juillet 1234 à Corbie, est comte de Hollande de 1222 à 1234.
Il est le fils de Guillaume Ier, comte de Hollande, et d'Adélaïde de Gueldre.

## Biographie
Il succède à son père à l'âge de douze ans, la régence étant assurée par Baudouin de Bentheim (nl). Il acquiert alors la terre d'Altena.
Florent est durant la majorité de sa vie en conflit permanent avec Otton II de Lippe, évêque d'Utrecht, mais l'aide lors de la révolte des paysans de Drenthe en 1227.
Guerrier redouté, il prend part en 1234 à la Croisade contre les Stedingers (nl) au nord de Brême.
Il est accidentellement tué dans une joute contre Philippe-Hurepel, comte de Clermont, lors d'un tournoi organisé à Corbie, le 19 juillet 1234.

## Famille

### Mariage et enfant
Il épouse Mathilde de Brabant, fille d'Henri Ier, duc de Brabant, et de Mathilde de Boulogne et d'Alsace. Ils ont 5 enfants :
- Guillaume (1227-1256), comte de Hollande et roi des Romains ;
- Florent de Voogd (v. 1228-1258), régent de Hollande (1256-1258) ;
- Adèlaïde (v. 1230-1284), régente de Hollande (1258-1263), épouse de Jean Ier d'Avesnes (1246) ;
- Marguerite (en) (1234-1276), épouse d'Herman Ier de Henneberg (1249) ;
- Mathilde.

## Galerie

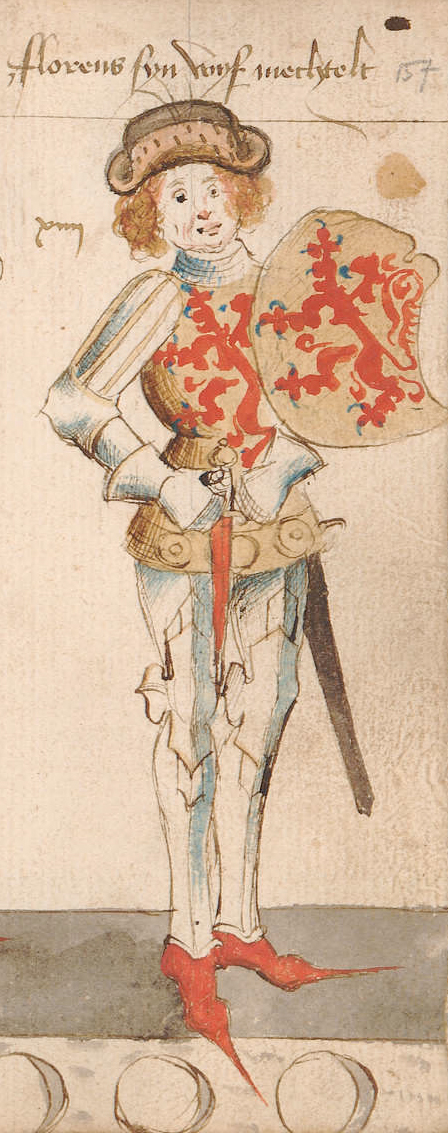
Florent IV représenté par Hendrik van Heessel (XVe siècle).
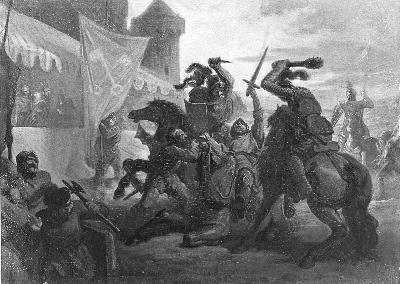
Anno 1235. Le comte de Florent IV de Hollande meurt lors du tournoi de Corbie (Jacobus van Dijck, XIXe siècle).

### Sources
- (en) Cet article est partiellement ou en totalité issu de l’article de Wikipédia en anglais intitulé « Floris IV, Count of Holland » (voir la liste des auteurs).

- (de) Cet article est partiellement ou en totalité issu de l’article de Wikipédia en allemand intitulé « Florens IV. (Holland) » (voir la liste des auteurs).
- Notices d'autorité :   - VIAF
  - GND